# Cristo nell'orto (Peterzano)
Cristo nell'orto  di Simone Peterzano è un dipinto olio su tela conservato nella collezione del museo diocesano milanese.

## Storia
Il dipinto è conservato nella pinacoteca diocesana dal 2010 dopo essere stato tra i dipinti divisi nei primi anni del XIX secolo tra la raccolta Arcivescovile e quella di Brera. Risulta inserito nel 1638 nella collezione di Cesare Monti ma indicato come copia di Paolo Veronese, ma già dal 1650 inserita come opera del Peterzano, e indicato come “Simone Veneziano”, in questo modo era infatti conosciuto malgrado le sue origine bergamasche, ma avendo studiato a Venezia presso il Vecellio. Il dipinto fu a volte confuso con il medesimo soggetto di Antonio Campi conservato sempre nella pinacoteca.
Il dipinto risponde alle richieste della controriforma tanto voluta dal cardinale san Carlo Borromeo, e la raffigurazione di Gesù nell'orto è una tematica particolarmente importante al cardinale.
Del lavoro l'artista aveva realizzato disegni preparatori ritrovati presso le civiche Raccolte del castello Sforzesco milanese, la cui pubblicazione risale al 1974. Questi si presentano su fogli a quadretti con lo studio della figura sia dell'angelo che di Cristo, e presentano le caratteristiche evidenti di Peterzano, e che permettono la datazione dell'opera intorno al agli ottanta del Cinquecento.

## Descrizione
La tela ripropone un momento della passione di Gesù dal vangelo secondo Matteo 26, 36-29, Gesù che prega nell'orto degli ulivi: “se è possibile, passi via da me questo calice! Però non come voglio io, ma come vuoi tu!».”
Centrale al dipinto l'artista ci pone Gesù inginocchiato, intorno a lui nel buio della notte, si intravedono gli apostoli addormentati. L'angelo posto in alto sul lato sinistro sorregge la croce e porge il calice eucaristico al martire. La luna non riesce a illuminare la terra, raffigura un dipinto a carattere particolarmente religioso rispondente alle Instructiones del Borromeo.